# Sparodon
Sparodon is een monotypisch geslacht van straalvinnige vissen uit de familie van zeebrasems (Sparidae).

## Soort
- Sparodon durbanensis (Castelnau, 1861)